# Philippe de Morvilliers
Pour les articles homonymes, voir Morvilliers.
Philippe de Morvilliers (Amiens 1380 - Lille 25 juillet 1438), magistrat, conseiller et premier Président du Parlement de Paris.

## Biographie
Philippe de Morvilliers, fils cadet de Raoul de Morvilliers (famille de notables et d'échevins d'Amiens) et d'Isabelle de Saint Fussien, frère de Jean de Morvilliers mayeur d'Amiens, fut un juriste et avocat au Parlement de Paris. 
Il est président de la Cour de justice souveraine d'Amiens en Picardie.
Il deviendra, de 1418 à 1433, le premier président du Parlement "bourguignon" de Paris (deuxième personnage de l'administration royale). Il est un partisan de Jean sans Peur au cours de la guerre civile entre Armagnacs et Bourguignons.
Vers 1419, il épouse Jehanne du Drac (1399-1436), petite fille de Barthélemy du Drac.
En 1420, il est le principal artisan de la conclusion du traité de Troyes qui offre la couronne de France au roi d'Angleterre Henri V, en permettant le mariage du roi d'Angleterre à Catherine de Valois. Proche du duc de Bedford et duc d'Anjou, Jean de Lancastre, Philippe de Morvilliers est disgracié en 1433.
En 1426, Philippe de Morvilliers fit établir avec sa femme Jehanne du Drac des lettres d'une fondation funéraire en faveur du Prieuré Saint-Martin-des-Champs. Cette fondation est un contrat passé avec les moines pour la célébration de messes quotidiennes et de messes anniversaires en mémoire des fondateurs. Morvilliers choisit pour lieu de sa fondation la chapelle Saint-Nicolas. Il offre au monastère des ornements nécessaires pour les célébrations, ainsi que la somme de 1700 livres tournois pour financer les offices ainsi que diverses rentes, formant un total de 2569 livres, soit l'équivalent de deux ans et demi de revenus en tant que Premier Président du Parlement. À la fondation religieuse elle même s'ajoute d'importantes commandes artistiques pour meubler et décorer la chapelle : évangéliaire, conservé à la Bibliothèque Mazarine, gisants, conservés au Musée du Louvre, peintures murales recopiés par Gaignières…
En 1436, il repasse au service des ducs de Bourgogne.
Le 25 juillet 1438, il meurt à Lille en territoire bourguignon il sera enterré en l'église de Saint-Martin des Champs.

## Sources et références
1. ↑  Philippe Plagnieux, « La fondation funéraire de Philippe de Morvilliers, Premier Président du Parlement. Art, politique et société à Paris sous la régence du duc de Bedford. », Bulletin Monumental, vol. 151, no 2,‎ 1993, p. 357-381 (lire en ligne).
2. ↑  Le grand dictionnaire historique ou Le mélange curieux de l'histoire sacrée et profane : tome I, Jacques Vincent, 1732 (lire en ligne), p.153

- « Agenda », sur arts-et-metiers.net via Wikiwix (consulté le 31 décembre 2023)
- http://genealogiequebec.info/testphp/source.php?no=315
- « Philippe de Morvilliers », sur ljallamion.fr (consulté le 31 décembre 2023)
- (en) « Un grand corps de l’Etat à l’épreuve du « schisme royal » », sur sorbonne.fr (consulté le 31 décembre 2023)